# Hülya Engin
Hülya Engin (* 5. Dezember 1956 in der Türkei; † Oktober 2024) war eine deutsche Übersetzerin literarischer Werke aus dem Türkischen.

## Werk
Über den Ausbildungsweg von Hülya Engin ist nichts bekannt. Literarische Übersetzungen von ihr erscheinen seit 1991, zunächst vornehmlich von Büchern des türkischen Autors Şakir Bilgin, so Lasst die Berge unsere Geschichte erzählen (1991), Der Fremde (1997) und Ich heiße Meryem, nicht Miriam – Brief an meine deutsche Lehrerin (2005). Sie übertrug Gedichte von Nursel Köse für den zweisprachigen Gedichtband Der Liebe zum Trotz/Sevdaya inat (1996).
Ihre Übersetzung des Romans Die Richter des jüngsten Gerichtes von Doğan Akhanlı lobte der Literaturwissenschaftler Norbert Mecklenburg als „erstklssig“. Ein weiteres Buch von Akhanlı, das sie übertrug, sind 2008 seine Erinnerungen Verhaftung in Granada oder Treibt die Türkei in die Diktatur?. Von Necati Cumalı, einem in Griechenland geborenen türkischen Dichter, übersetzte sie eine Sammlung von Gedichten und Erzählungen unter dem Titel Der Mann aus Akhisar, die 2006 erschien. Auch den fantastischen Schelmenroman Hochzeit der Möwen von Merih Günay, der 2009 in Wien herauskam, übertrug Engin ins Deutsche.
Hülya Engin unterrichtete Türkisch an der Kölner Volkshochschule und war beratende Mitarbeiterin an dem 2010 im Ernst Klett Verlag erschienenen Lehrwerk für Türkische Sprache Kolay Gelsin!.
Sie starb 2024 im Alter von 67 Jahren und wurde auf dem Kölner Melaten-Friedhof in der Grabstätte ihrer Mutter beigesetzt.

## Übersetzungen
- Şakir Bilgin: Lasst die Berge unsere Geschichte erzählen. Reportagen aus Kurdistan, Frankfurt a. Main 1991
- Nursel Köse: Der Liebe zum Trotz. Gedichte, Weilerswist 1996
- Şakir Bilgin: Der Fremde. Zambon-Verlag, Frankfurt a. Main 1997
- Şakir Bilgin: Ich heiße Meryem, nicht Miriam. Brief an meine deutsche Lehrerin (Erzählung), Internationales Kulturwerk 2005
- Necati Cumalı: Der Mann aus Akhisar. (Gedichte und Erzählungen), Kitab Verlag, 2007
- Doğan Akhanlı: Die Richter des jüngsten Gerichtes. (Roman), Klagenfurt 2007
- Merih Günay: Hochzeit der Möwen. (Roman), Picus-Verlag, 2009
- Doğan Akhanlı: Verhaftung in Granada oder Treibt die Türkei in die Diktatur? (Autobiografie) Kiepenheuer & Witsch, Kön 2008

## Weblink
- Literatur von und über Hülya Engin im Katalog der Deutschen Nationalbibliothek

## Einzelbelege
1. 1 2  TÜDAY Menschenrechtsverein Türkei/Deutschland e.V.: Traueranzeige. In: X.com. Abgerufen am 12. Dezember 2024.
2. ↑  Rezension in literaturkritik.de "Einer seiner Romane, von Hülya Engin erstklassig ins Deutsche übersetzt ..."
3. ↑  Merih Günay Hochzeit der Möwen. Picus Verlag Wien, 30. Dezember 2013, archiviert vom Original; abgerufen am 25. November 2024.
4. ↑  DNB
5. ↑  Hülya Engin in der Datenbank Find a Grave, abgerufen am 12. Februar 2025.

| Personendaten    | Personendaten                                         |
| ---------------- | ----------------------------------------------------- |
| NAME             | Engin, Hülya                                          |
| KURZBESCHREIBUNG | deutsche literarische Übersetzerin aus dem Türkischen |
| GEBURTSDATUM     | 5. Dezember 1956                                      |
| GEBURTSORT       | Türkei                                                |
| STERBEDATUM      | Oktober 2024                                          |